# Сражение при Лемносе (1913)
Сражение у Лемноса или Лемносское сражение — морское сражение во время Первой Балканской войны 1912—1913 годов. Произошло 5 (18) января 1913 года в северной части Эгейского моря близ острова Лемнос между турецкой и греческой броненосными эскадрами.

## Силы и планы сторон
Несмотря на неудачу в сражении при Элли турецкое командование готовилось разгромить блокирующую Дарданеллы греческую эскадру, которая базировалась в гавани Мудрос на Лемносе, и вернуть себе североэгейские острова. В конце декабря 1912 года находившиеся в Дарданеллах турецкие броненосцы и крейсера дважды устраивали рекогносцировочные выходы к островам Тенедос и Имброс для определения дислокации кораблей противника. На Галлипольском полуострове сосредотачивались турецкие десантные силы.
Главные силы турецкого флота, возглавляемого капитаном 1-го ранга Рамзи-беем, составляли два устаревших броненосца германского производства — «Хайреддин Барбаросса» и «Торгут Рейс» (из серии «Бранденбург», водоизмещение 10 000 тонн, ход 15 узлов, вооружение: по шесть 11-дюймовых и шесть 4-дюймовых орудий). Два других старых турецких броненосца — «Мессудие» (9100 тонн, 17 узлов, два 9-дюймовых и двенадцать 6-дюймовых орудий) и «Ассари Тевфик» (4700 тонн, 12 узлов, три 6-дюймовых и семь 4,7-дюймовых орудий) после полной перестройки представляли собой скорее тихоходные броненосные крейсера. Наиболее современными кораблями турецкого флота были бронепалубные крейсера «Хамидие» и «Меджидие» (3900 тонн, 22 узла, по два 6- и восемь 4,7-дюймовых орудий). У турок также было восемь достаточно современных эсминцев и пять миноносцев.
В греческой эскадре под флагом контр-адмирала Павлоса Кунтуриотиса основной боевой силой являлся новейший броненосный крейсер итальянского производства «Георгиос Авероф» (10 000 тонн, 22,5 узла, четыре 9,2-дюймовых и восемь 7,5-дюймовых орудий). Три греческих броненосца — «Идра», «Псара» и «Спеце» (4900 тонн, 17 узлов, по три 10,5-дюймовых и пять 6-дюймовых орудий) — являлись устаревшими кораблями береговой обороны. Минная греческая флотилия состояла из 14 эсминцев (в том числе четырёх больших), 5 миноносцев и субмарины. Также у греков было несколько вооруженных гражданских судов — вспомогательных крейсеров.
Турецкий план предполагал разгромить греческую эскадру по частям. Для этого первым из Дарданелл выходил быстроходный крейсер «Хамидие», который должен был провести демонстрацию у одного из занятых греками островов и отвлечь на себя главный греческий корабль — броненосный крейсер «Авероф». При этом «Хамидие» вполне вероятно был бы уничтожен гораздо более сильным и быстроходным «Аверофом», зато турецкие броненосцы получали возможность в это время атаковать и уничтожить у Лемноса слабые греческие броненосцы береговой обороны, а потом уже выдержать бой с одиноким «Аверофом». Грекам был известен в общих чертах турецкий план. Они предполагали перехватить «Хамидие» у о-ва Тенедос, где было выставлено минное заграждение, и находились два эсминца, пять миноносцев, два вспомогательных крейсера и субмарина.

## Рейд «Хамидие»
В ночь с 15 на 16 января 1913 года крейсер «Хамидие» под командованием известного турецкого капитана Рауф-бея в сопровождении «Мессудие», «Меджидие» и шести эсминцев вышел из Дарданелл. После того как турки убедились, что их появление в Эгейском море осталось для греков незамеченным, сопровождение вернулось в пролив. «Хамидие» взял курс в центральную часть Эгейского моря, к острову Сирос. Там турецкий крейсер нанес серьёзные повреждения вооруженному пассажирскому судну «Македония» и подверг бомбардировке порт Эрмуполис, причинив городу серьёзные разрушения. Узнав о появлении в Эгейском море турецкого рейдера, Греция прекратила торговое судоходство, были выключены огни маяков. Опасаясь налета «Хамидие» на гавань греческой столицы, в Пирее установили береговые батареи и минные заграждения. Вечером 17 января из Дарданелл к о. Тенедос отправился на разведку крейсер «Меджидие». Не обнаружив «Георгиоса Аверофа», турки пришли к выводу, что их план удался — главный греческий корабль направлен в погоню за «Хамидие».

## Бой у Лемноса

Греческий крейсер «Авероф» на мемориальной стоянке

18 января 1913 года в 9 часов утра турецкий флот вышел из Дарданелл в Эгейское море. Командующий эскадрой Рамзи-бей держал флаг на броненосце «Торгут Рейс». С ним шли броненосец «Хайреддин Барбаросса», броненосный крейсер «Мессудие», бронепалубный крейсер «Меджидие», восемь эсминцев и пять миноносцев. Самый слабый и тихоходный турецкий броненосный корабль «Ассари Тевфик» остался у входа в Дарданеллы. Турецкая эскадра прошла мимо островов Тенедос, Имброс и взяла курс к Лемносу. Около 11 утра в 10 милях от северо-восточной оконечности Лемноса Рамзи-бей обнаружил идущую навстречу, из Мудросской бухты, греческую эскадру, возглавляемую броненосным крейсером «Георгиос Авероф». Турецкий план не сработал, вопреки полученному из Афин приказу выделить лучшие корабли на преследование «Хамидие», контр-адмирал Кунтуриотис не стал разделять свои силы, подозревая скорое появление всего турецкого флота. Перед боем Кунтуриотис поднял сигнал по эскадре: «Будущность дорогой нам Греции зависит от этого боя! Деритесь как львы!»
Большие броненосцы давали туркам перевес в тяжелых орудиях и броневой защите. В 11.25 турки первыми открыли огонь с дистанции 12 км. В 11.34, когда идущие в кильватерных колоннах эскадры сблизились до 8,5 км, огонь открыли и греки. Несмотря на большое количество выпущенных крупнокалиберных снарядов, турецкая стрельба была малорезультативна. Греки стреляли гораздо метче. Первыми из боя вышли наименее защищенные турецкие корабли — эсминцы, миноносцы и бронепалубный крейсер «Меджидие». Набрав скорость, они развернулись и ушли в сторону Дарданелл. Затем два небольших греческих броненосца — «Идра» и «Псара» — сосредоточили огонь на старом броненосном крейсере «Мессудие». На пораженном в центральный орудийный каземат турецком корабле произошёл сильный взрыв.
Адмирал Кунтуриотис вновь, как и в битве при Элли, отделился на флагманском крейсере «Аверов» от своих броненосцев, чтобы обойти турецкие силы и поставить их под перекрестный обстрел. Сблизившись с турецкими броненосцами до 4,5 км, «Аверов» засыпал их снарядами, вызвав серьёзные повреждения. Наиболее пострадал броненосец «Хайреддин Барбаросса». На нём трижды вспыхивали пожары, прямым попаданием была взорвана средняя башня главного калибра, в другой башне вышла из строя система подачи снарядов, были сбиты труба и мачта. Много турок погибло или было ранено на палубе, когда греки стали стрелять шрапнелью. На флагманском турецком броненосце «Торгут Рейсе» также вспыхнул пожар, была разбита одна из башен с двумя 11-дюймовыми орудиями.

Турецкий броненосец « Торгут Рейс» перед разделкой.

Туркам удалось добиться десяти попаданий в «Георгиос Аверофф», которые, однако не причинили ему серьёзного ущерба. Также получил некоторые повреждения броненосец береговой обороны «Спеце». В 13.10 турки повернули назад и начали отступать к Дарданеллам. Греческий флагман «Авероф» преследовал их, продолжая обстреливать ещё более часа. Чтобы помочь своей эскадре, стоявший в дозоре у Дарданелл старый турецкий броненосный крейсер «Ассари Тевфлик» выдвинулся в море и принял участие в заключительной части сражения, получив серьёзные повреждения от нескольких попаданий с «Аверофа». Турецкий флот смог вернуться на свою базу, что было объявлено его командованием успехом.

## Итоги сражения
Сражение окончилось явной победой греческого флота, который сумел причинить своему противнику гораздо больший ущерб, чем понес сам. Стороны понесли несопоставимые людские потери: у греков — лишь один раненый, у турок — более 30 убитых и 80 раненых (по другим данным — более 80 убитых и около 300 раненых). Турки так и не смогли выполнить поставленную задачу — обеспечить себе свободный выход в Эгейское море. Бой у Лемноса показал им невозможность победить греческий флот и снять блокаду Дарданелл.
После поражение в Лемносском сражении правительство Турции высказало готовность принять мирные предложение, однако было смещено «младотурками», выступавшими за продолжение войны. По приказу нового военно-морского министра большинство броненосных кораблей были направлены для поддержки с моря наступления сухопутных войск на болгарские позиции у Чатталджи.
Хотя Лемносское сражение для турок оказалось неудачным, можно отметить, что повреждения, полученные в бою крейсером «Георгиос Авероф», очевидно, не дали ему возможности помешать успешному рейдерству «Хамидие», который парализовал греческое судоходство на Средиземном море.